# Алексино (Первомайский район)
Алексино — деревня в Первомайском районе Ярославской области России. С точки зрения административно-территориального устройства входит Новинковский сельский округ, в рамках местного самоуправления входит в Кукобойское сельское поселение.

## География
Деревня находится в северной части области, в подзоне южной тайги, в пределах Шекснинско-Костромского водораздела, примыкая к восточным окраинам деревни Паршино.
Имеется одна улица — Медовая.
Высота центра селения над уровнем моря 136 м.
Климат
Климат характеризуется как умеренно континентальный, с умеренно тёплым влажным летом, умеренно-холодной зимой и ярко выраженными сезонами весны и осени. Средняя температура воздуха самого холодного месяца (января) — −11,4 °C (абсолютный минимум — −46 °C), средняя температура самого тёплого (июля) — +17,5 °С (абсолютный максимум — +36 °C). Продолжительность периода активной вегетации растений (со среднесуточной температурой воздуха выше 10 °C) составляет менее 124 дней. Годовое количество атмосферных осадков составляет около 570 миллиметров, из которых большая часть выпадает в тёплый период. Устойчивый снежный покров держится в течение 150 дней. Среднегодовая скорость ветра составляет 3,6 м/с.

## История
На карте Менде 1857 года в деревне Алексин обозначено 15 домов.

## Население
| 2007 | 2010 |
| ---- | ---- |
| 30   | ↘20  |

 Национальный состав 
Согласно результатам переписи 2002 года все русские.

## Инфраструктура
Личное подсобное хозяйство с зоной сельскохозяйственного использования, индивидуальная застройка усадебного типа.

## Транспорт
Ближайшая остановка общественного транспорта «Паршино» находится в пешей доступности.